# Valens

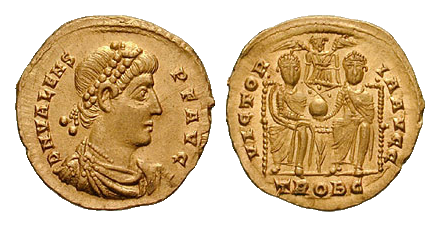
Solidus des Valens von etwa 370. Auf der Rückseite sind Valens und sein Bruder Valentinian I. dargestellt. Sie halten zusammen den Globus cruciger (Reichsapfel), ein Symbol der Macht.

Flavius Valens (mittelgriechisch Οὐάλης Oualis, * 328 in Cibalae, Pannonia secunda; † 9. August 378 in der Schlacht von Adrianopel) war römischer Kaiser im Osten in den Jahren 364 bis 378.

## Leben

### Familie

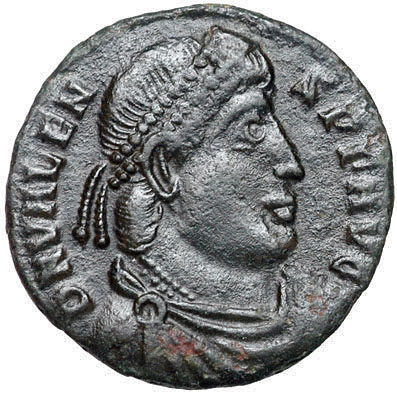
Münzporträt des Valens

Valens war der jüngere Bruder Valentinians I., der ihn, kurz nach seiner Thronbesteigung, am 1. März 364 zum tribunus stabuli (Oberstallmeister) ernannte, was ihm einen Posten nahe beim Kaiser verschaffte. Am 28. März desselben Jahres wurde Valens zum iunior Augustus erhoben, und ihm wurde die Regierungsverantwortung über den Osten des Reiches übertragen. Danach sahen sich die Brüder nie wieder. 

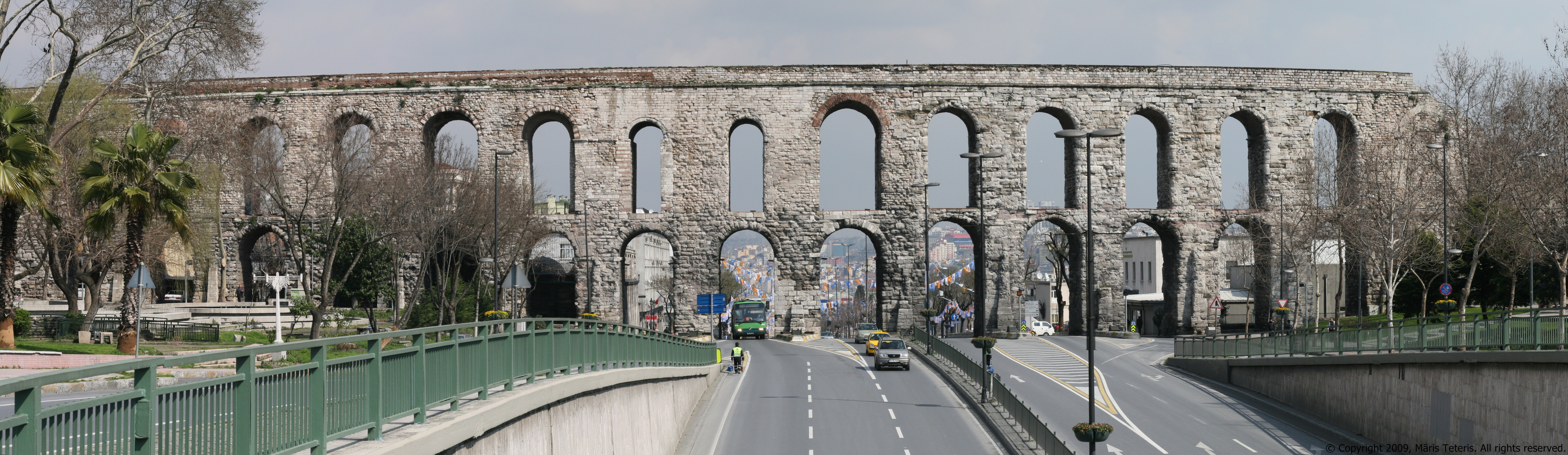
Valens-Aquädukt im heutigen Istanbul (2011)

Valens wurde am 17. November 375 Nachfolger Valentinians als senior Augustus des Gesamtreichs. Mit seiner Frau Domnica hatte er die Töchter Anastasia und Carosa sowie den am 18. Januar 366 geborenen, im Jahre 369 zum Konsul ernannten, aber schon wenig später früh verstorbenen Thronfolger Valentinianus Galates. In der damaligen zweiten Reichshauptstadt Konstantinopel kann man noch heute beträchtliche Reste des von ihm errichteten Valens-Aquäduktes sehen.

### Religionspolitik
Während seiner Regierungszeit musste sich Valens mit den theologischen Problemen auseinandersetzen, die in der Regierungszeit seiner Vorgänger aufgekommen waren. Es kam teilweise zu Verfolgungen paganer Philosophen, doch ansonsten verhielt sich Valens den Heiden gegenüber tolerant. Im Streit zwischen den Anhängern des Nicänum und den Anhängern des sogenannten Arianismus (genauer wäre in diesem Kontext die Bezeichnung Homöer) unterstützte Valens Letztere, wobei es teils zu Ausschreitungen gegenüber den Nicänern kam. Der Religionspolitik des Valens traten unter anderem die Kirchenväter Athanasius und Basilius entgegen.

### Militärische Operationen
Valens schlug die Usurpation des Procopius nieder, eines wohl mütterlichen Verwandten des Kaisers Julian, der am 28. September 365 in Konstantinopel die Thronfolge in Berufung auf seine Verwandtschaft zur konstantinischen Dynastie und angeblicher Nachfolgebestimmung seitens Julians für sich beanspruchte. Valens besiegte am 27. Mai 366 die gegnerische Armee in der Schlacht von Thyatira in Lydien, und Procopius wurde hingerichtet. Neben vielen weiteren Anhängern des Gegenkaisers wurde kurz darauf auch dessen Verwandter Marcellus, der angeblich selbst eine Usurpation plante, umgebracht.
367–369 führte Valens eine nur wenig erfolgreiche Strafexpedition gegen die (terwingischen) Goten durch, die den Aufstand mit Truppen zu unterstützen versucht hatten; der angebliche Erfolg brachte dem Kaiser den Siegerbeinamen Gothicus maximus ein, welcher in der Dedikation des Geschichtswerkes des Eutropius genannt wird.
376 wandten sich drei gotische Kriegerverbände, die vor der im Vorjahr erfolgten Hunneninvasion zurückwichen, nach Süden auf das römische Reichsgebiet zu. Sie baten den Kaiser um Aufnahme. Der Übertritt der von Alaviv und Fritigern geführten Terwingen erfolgte in Absprache mit Valens; beide Heerführer stellten dem Kaiser dafür Hilfstruppen. Die Greutungen unter Alatheus und Safrax sowie die dritte, wohl ebenfalls aus Greutungen und Taifalen bestehende Gruppe unter Farnobius erzwangen sich im folgenden Chaos den Weg über den Donaulimes. Farnobius wurde besiegt und seine Gruppe in Italien angesiedelt. Sowohl die Terwingen als auch die Greutungen von Alatheus und Safrax, zu denen 377 auch Hunnen und Alanen stießen, erhielten Wohnsitze auf dem Gebiet der Provinz Moesia secunda.
Der Kaiser hielt sich damals in Antiochia auf, wo er einen Feldzug gegen das neupersische Sassanidenreich plante, den großen Gegner Roms im Osten; Streitpunkt war wie so oft das Königreich Armenien, zudem strebte Valens nach einer Revanche für die Niederlage, die Julian 363 im Osten erlitten hatte. Die Goten sollten im geplanten großen Krieg für den Kaiser kämpfen. Aufgrund von Hintertreibungen ihrer Lebensmittelversorgung durch römische Truppenkommandeure kam es jedoch schließlich 376 zum Aufstand der Goten gegen diese Bevormundung und den Vertragsbruch (Gotenkrieg (376–382)). Den römischen Truppen an der Donau gelang es nicht, die Rebellion zu unterdrücken. Valens sah sich daher im Sommer 377 gezwungen, gegen die aufständischen Goten militärisch vorzugehen, statt die Perser zu bekämpfen, und schloss einen Friedensvertrag mit den Sassaniden.

### Tod

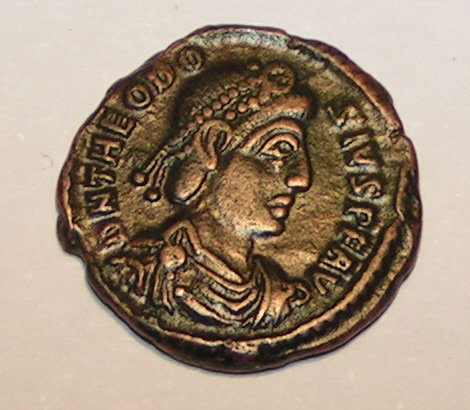
Theodosius I.

Als Valens im nächsten Jahr mit seinen Elitetruppen den Donauraum erreicht hatte, entschied er sich, nicht auf seinen Neffen Gratian zu warten, der ihm vom Westen mit einer starken Armee zur Hilfe eilte. Am 9. August 378 kam es zur Schlacht von Adrianopel, in der Valens unter dubiosen Umständen ums Leben kam; wahrscheinlich starb er kämpfend auf dem Schlachtfeld, nachdem die meisten seiner Generäle bereits geflohen waren. Nach anderen Berichten wurde der verwundete Kaiser hingegen lebendigen Leibes verbrannt, als Goten ein Haus anzündeten, in dem er sich mit einigen Getreuen versteckt hatte. Jedenfalls wurde seine Leiche nie gefunden. Zugleich wurde ein großer Teil seines Heeres vernichtet.
Die Regierungszeit des Valens ging mit dieser militärischen Katastrophe zu Ende, die der zeitgenössische Geschichtsschreiber Ammianus Marcellinus als bedeutsame Zäsur ansah und die von einigen Menschen als Anfang vom Ende des Römischen Reiches, im Rückblick als eine Vorstufe zu den beiden Plünderungen Roms 410 und  455 verstanden wurde. Ammianus Marcellinus, die wichtigste Quelle für diese Zeit, ließ sein Geschichtswerk, die Res Gestae, mit dem Bericht über diese Schlacht enden.
Der Bevölkerung, die bereits mehrheitlich zum Nicänum neigte, mag der Tod des Arianers Valens wie ein Gottesurteil vorgekommen sein. So sah es jedenfalls Isaak von Dalmatien. Zum Nachfolger als Kaiser im Osten des Reiches ernannte der nunmehrige Seniorkaiser Gratian, Valentinians ältester Sohn, nach einer kurzen Zwischenzeit, in der Valens’ Ehefrau Albia Domnica als Regentin amtierte, mit Theodosius einen fähigen Mann, der nicht mit dem Kaiserhaus verwandt war. Dieser war der Sohn des gleichnamigen magister militum (Heermeisters) Valentinians und hatte sich fünf Jahre zuvor als dux Moesiae superioris (Militärbefehlshaber in Mösien an der unteren Donau) bewährt; nach der Zwischenetappe eines Heermeisters in Illyricum, dem gesamten Balkangebiet, wurde er am 19. Januar 379 zum Augustus ernannt, vielleicht, um einer Usurpation zuvorzukommen. Theodosius begründete mit der später nach ihm benannten Herrscherfamilie die letzte Dynastie im spätrömischen Reich.